# 永安街道 (佳木斯市)
永安街道，是中华人民共和国黑龙江省佳木斯市前进区下辖的一个乡镇级行政单位。佳政函【2016】29号文件曾将永安街道撤销，各社区由前进区直辖。2020年3月，佳木斯市民政局决定恢复设立永安街道。

## 行政区划
永安街道下辖以下地区：
ID“Template:PRC admin/data/23/08/04/007/000”在系统中是未知的。请使用一个有效的实体ID。。